# Джулі Крісті
Джулі Френсіс Крісті (англ. Julie Frances Christie; нар. 14 квітня 1941, Ассам, Британська Індія) — британська акторка театру, кіно та озвучення, одна з найяскравіших західних кіноакторок 1960-х років, лауреатка низки престижних кінопремій, зокрема, «Оскар», «BAFTA» і «Золотий глобус».

## Життєпис
Народилася 14 квітня 1941 в індійському штаті Ассам (тоді Британська Індія) в родині чайних плантаторів. Початкову освіту отримала в місцевому монастирі, потім вивчала акторське мистецтво у Великій Британії. Здобула популярність ролями емансипованих, розкутих дівчат у фільмах Джона Шлезінгера — «Біллі-брехун» (1963), «Дорога́» (1965, премія «Оскар» за найкращу жіночу роль), а також у його екранізації роману Томаса Гарді «Далеко від збожеволілої юрби» (1967).
Також відомою роллю з раннього репертуару Крісті є Лара в голлівудській екранізації роману Бориса Пастернака «Доктор Живаго» (1965).
Наступного року знялася у фантастичній стрічці Франсуа Трюффо «451 градус за Фаренгейтом». За роль у вестерні Роберта Алтмана «Маккейб і місіс Міллер» (1971) була знову номінована на премію Американської кіноакадемії. У цьому фільмі її партнером був Воррен Бітті — за його порадою вона перебралася до Голлівуду. Романтичні стосунки з Бітті тривали з 1967 по 1974 рік.
В 1980-х і першій половині 1990-х Джулі Крісті вела замкнуте життя, майже не знімалася. Повернулася в кіно у драмі «На заході сонця» (1997). Картина принесла Крісті третю номінацію на «Оскар». Великий інтерес критики викликала її робота в кінодрамі «Далеко від неї» (2006), удостоєна ще однієї оскарівської номінації. Серед новіших фільмів за участю Крісті, орієнтованих на більш масову аудиторію, — «Бельфегор — привид Лувра», «Чарівна країна», «Гаррі Поттер і в'язень Азкабану», «Троя».
У 2007 одружилася з британським журналістом газети The Guardian Дунканом Кемпбеллом (Duncan Campbell).

## Фільмографія

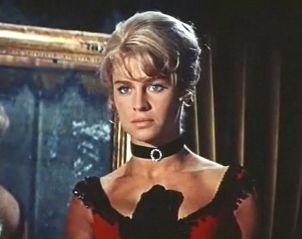
Джулі Крісті у фільмі Доктор Живаго (1965)

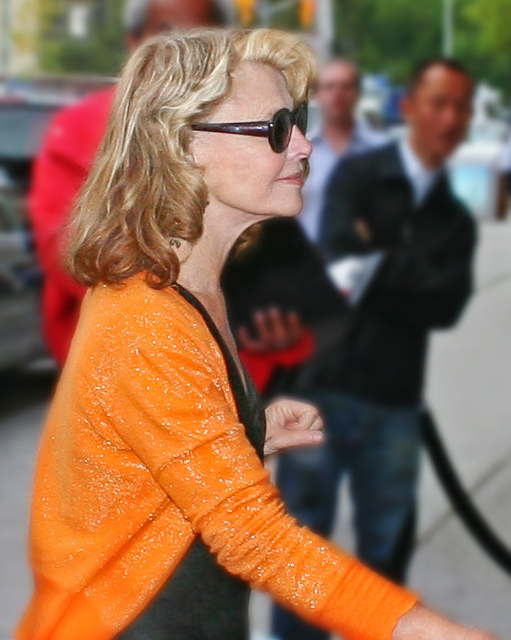
Джулі Крісті на 31 Міжнародному кінофестивалі у Торонто, вересень 2006

- 1961: Call Oxbridge 2000 (Телесеріал)
- 1961: A for Andromeda (Телесеріал)
- 1962: Crooks Anonymous
- 1962: The Fast Lady
- 1963: Біллі-брехун / Billy Liar
- 1963: The Saint (Телесеріал, епізод: «Judith»)
- 1965: Young Cassidy
- 1965: Дорога́ / Darling (Премія «Оскар» за найкращу жіночу роль)
- 1965: Доктор Живаго / Doctor Zhivago
- 1966: 451 градус за Фаренгейтом / Fahrenheit 451
- 1967: Далеко від божевільної юрби / Far from the Madding Crowd
- 1968: Petulia
- 1969: In Search of Gregory
- 1970: Посередник / The Go-Between
- 1971: Маккейб і місіс Міллер / McCabe & Mrs. Miller (номінація на «Оскар» за найкращу жіночу роль)
- 1973: А тепер не дивися/ Don't Look Now
- 1975: Shampoo
- 1977: Demon Seed
- 1978: Heaven Can Wait
- 1981: Memoirs of a Survivor
- 1982: The Return of the Soldier
- 1982: Les quarantièmes rugissants
- 1983: Heat and Dust
- 1983: The Gold Diggers
- 1983: Separate Tables (Телефільм)
- 1986: Champagne amer
- 1986: Power
- 1986: Miss Mary
- 1986: Väter und Söhne (Мінісеріал)
- 1988: Дада мертвий / Dadah Is Death (Телефільм)
- 1990: Fools of Fortune
- 1992: The Railway Station Man
- 1996: Серце дракона / Dragonheart
- 1996: Гамлет / Hamlet
- 1997: На заході сонця / Afterglow (номінація на «Оскар» за найкращу жіночу роль)
- 2000: The Miracle Maker (озвучення)
- 2001: Бельфегор — привид Лувра / Belphégor — Le fantôme du Louvre
- 2001: No Such Thing
- 2002: I'm with Lucy
- 2002: Snapshots
- 2004: Троя / Troy
- 2004: Гаррі Поттер і в'язень Азкабану / Harry Potter and the Prisoner of Azkaban
- 2004: Finding Neverland
- 2005: Таємне життя слів / The Secret Life of Words
- 2006: Далеко від неї / Away from Her (премія «Золотий глобус» за найкращу жіночу роль (драма))
- 2009: Нью-Йорку, я люблю тебе / New York, I Love You
- 2009: Glorious 39
- 2011: Червона шапочка / Red Riding Hood
- 2012: The Company You Keep